# Mason City (Nebraska)
Mason City je selo u američkoj saveznoj državi Nebraska. Prema popisu stanovništva iz 2010. u njemu je živjelo 171 stanovnika.